# Ramilândia
Ramilândia ist ein brasilianisches Munizip im Westen des Bundesstaats Paraná. Es hat 4.221 Einwohner (2022), die sich Ramilandienser nennen. Seine Fläche beträgt 237 km². Es liegt 578 Meter über dem Meeresspiegel.

## Etymologie
Der Ort wurde nach der Fazenda Rami benannt. Diese baute in ihrer Anfangszeit vorwiegend Ramie an.

## Geschichte

### Besiedlung
Die erste Siedlung, aus der Ramilândia hervorging, entstand aus den drei Fazendas Rami, Padroeira do Brasil und Água Cristalina.
Im August 1960 kamen João Gonçalves da Fonte und Maria de Lurdes Orbolato da Fonte mit ihrem Sohn aus Alvorada do Sul. Sie arbeiteten auf der Fazenda Rami von João Itimura. Es war gerade einmal ein halber Alqueire (1,2 Hektar) der insgesamt 12.000 Hektar Land gerodet. Zunächst wurde Ramie angebaut. Später wurde sie durch den Kaffeeanbau ersetzt. Dieser bot in seiner Hochzeit mehr als 1.500 Familien ein Auskommen.
Zu dieser Zeit waren Agrarprobleme und Landinvasionen an der Tagesordnung. Die Fazenda Ramie unterschied sich von den anderen. Der Hauptgrund für den Frieden im Ort war das schnelle Eingreifen des Verwalters João da Fonte, der jeden Brandherd unter den Siedlern schon im Ansatz löschte und so weitere Komplikationen verhinderte.
Im Laufe der Zeit gelang es der Familie Fonte, einen gewissen Geldbetrag zu sparen und ein Grundstück in der Nähe des Dorfes Ramilândia zu erwerben, das 18 Alqueires (43 Hektar) groß war. Weitere 20 Alqueires schenkten ihnen die Eigentümer.
Ein weiterer Pionier, Sebastião Dino Dias aus Brazópolis (Minas Gerais) kam 1965 aus Uraí in die Region, um als Zimmermann auf der Fazenda Água Cristalina zu arbeiten. Ihm zufolge war der erste Name von Ramilândia Mina (deutsch: Quelle), weil es an diesem Ort eine Quelle gab, aus der die Bewohner und Reisenden Wasser holten.
1966 kam Joaquim Braga, ebenfalls aus Brazópolis gebürtig, aber aus São Pedro do Ivaí. Nach drei Jahren Arbeit auf der Fazenda Água Cristalina kaufte er einen fünf Alqueire (12 Hektar) großen Hof und pflanzte Mais und Bohnen an.
Orides Colla aus Erechim (Rio Grande do Sul) kam, um auf der Fazenda Padroeira do Brasil zu arbeiten. Er blieb bis Ende der 1970er Jahre und übernahm dann ein Handelsgeschäft in Ramilândia.

### Erhebung zum Munizip
Ramilândia wurde durch das Staatsgesetz Nr. 9.562 vom 30. Januar 1991 aus Matelândia ausgegliedert und in den Rang eines Munizips erhoben. Es wurde am 1. Januar 1993 als Munizip installiert.

## Geografie

### Fläche und Lage
Ramilândia liegt auf dem Terceiro Planalto Paranaense (der Dritten oder Guarapuava-Hochebene von Paraná). Seine Fläche beträgt 237 km². Es liegt auf einer Höhe von 578 Metern.

### Vegetation
Das Biom von Ramilândia ist Mata Atlântica.

### Klima
Das Klima ist gemäßigt warm. Es werden hohe Niederschlagsmengen verzeichnet (1777 mm pro Jahr). Im Jahresdurchschnitt liegt die Temperatur bei 21,3 °C. Die Klimaklassifikation nach Köppen und Geiger lautet Cfa.

### Gewässer
Ramilândia liegt den Einzugsgebieten des Rio Paraná und des Rio Iguaçu. Der linke Paraná-Nebenfluss Rio São Francisco Falso (Braço Sul) bildet die nordöstliche Grenze des Munizips. Der südliche Teil des Munizipgebiets wird vom Rio Ocoí in Richtung Iguaçu entwässert.

### Straßen
Ramilândia ist über die PR-590 an die BR-277 angebunden.

### Nachbarmunizipien
|            | Diamante d’Oeste                            |            |
| Missal     | Kompassrose, die auf Nachbargemeinden zeigt |            |
| Medianeira |                                             | Matelândia |

## Stadtverwaltung
Bürgermeister: Edson dos Santos, DEM (2021–2024)
Vizebürgermeisterin: Marcia Cristina Seefeldt, Cidadania (2021–2024)

## Demografie

### Bevölkerungsentwicklung
| Jahr | Einwohner | Stadt | Land |
| ---- | --------- | ----- | ---- |
| 2000 | 3.868     | 45 %  | 55 % |
| 2010 | 4.134     | 49 %  | 51 % |
| 2022 | 4.221     |       |      |

Quelle: IBGE, bis 2010: Volkszählungen und Volkszählung 2022

### Ethnische Zusammensetzung
| Gruppe * | 2000    | 2010    | wer sich als …                                                                   |
| --- | ------- | ------- | -------------------------------------------------------------------------------- |
| Weiße | 67,0 %  | 59,8 %  | weiß bezeichnet                                                                  |
| Schwarze | 2,9 %   | 1,0 %   | schwarz bezeichnet                                                               |
| Gelbe | 0,0 %   | 1,2 %   | von fernöstlicher Herkunft wie japanisch, chinesisch, koreanisch etc. bezeichnet |
| Braune | 30,0 %  | 37,9 %  | braun oder als Mischung aus mehreren Gruppen bezeichnet                          |
| Indigene | 0,1 %   | 0,1 %   | Ureinwohner oder Indio bezeichnet                                                |
| ohne Angabe | 0,0 %   | 0,0 %   |                                                                                  |
| Gesamt | 100,0 % | 100,0 % |                                                                                  |
| *) Das IBGE verwendet für Volkszählungen ausschließlich diese fünf Gruppen. Es verzichtet bewusst auf Erläuterungen. Die Zugehörigkeit wird vom Einwohner selbst festgelegt. |         |         |                                                                                  |

Quelle: IBGE (Stand: 1991, 2000 und 2010)

## Wirtschaft

### Kennzahlen
Mit einem Bruttoinlandsprodukt pro Einwohner von 18.437,68 R$ bzw. rund 4.100 € lag Ramilândia 2019 an 366. Stelle der 399 Munizipien Paranás.
Sein mittelhoher Index der menschlichen Entwicklung von 0,630 (2010) setzte es auf den 381. Platz der paranaischen Munizipien.